# Siły powietrzne i obrona przeciwlotnicza Serbii
Siły powietrzne i obrona przeciwlotnicza Serbii (serb. Ратно ваздухопловство и противваздухопловна одбрана) – rodzaj Sił Zbrojnych Serbii.
Na siły powietrzne i obronę przeciwlotniczą Serbii składają się na dwie brygady lotnicze, brygada rakiet przeciwlotniczych, brygada radioelektroniczna, batalion łączności i batalion inżynieryjny.

## Park maszynowy[1]
Wojska lotnicze
- Śmigłowce
  - 45 śmigłowców Gazelle (produkowanych na licencji).
- Samoloty treningowo-szturmowe
  - 30 samolotów treningowo-szturmowych SOKO G-4 Super Galeb.
- Myśliwce szturmowe
  - 26 myśliwców szturmowych SOKO J-22 Orao.
- Samoloty szkolno-treningowe
  - 15 samolotów szkolno-treningowych UTVA 75.
- Śmigłowce średnie
  - 6 średnich śmigłowców Mi-8T.
- Myśliwce
  - 14 myśliwców MiG-29.
- Transportowe samoloty
  - 4 samoloty An-26S.
  - 3 samoloty Jak-40.
- Śmigłowce
  - 2 śmigłowce Mi-17.
  - 1 śmigłowiec H145M (zamówiono 9 sztuk).
- Samoloty do specjalnych zadań
  - 1 samolot PA-34-220T do zadań fotogrametrycznych.
- Transportowe samoloty
  - 1 samolot An-2.

Obrona przeciwlotnicza
Samodzielne Bataliony Obrony Przeciwlotniczej
Samodzielne bataliony obrony przeciwlotniczej wykorzystują holowane armaty 40 mm Bofors, współpracujące ze stacjami radiolokacyjnymi Giraffe M75 na podwoziu FAP2026.
- Przenośne Zestawy Rakietowe
  - Przenośne zestawy rakietowe Strzała-1.
  - Przenośne zestawy rakietowe 9K35 Strieła-10.
  - Przenośne zestawy rakietowe 9K38 Igła.
- Dywizjony Zestawów S-125M1T Newa
  - 2 dywizjony zestawów S-125M1T Newa.
- Dywizjony Mobilne z Zestawami 2K12 Kub-M
  - 3 dywizjony mobilne z zestawami 2K12 Kub-M.

## Modernizacja
Począwszy od 2016 roku Serbia wzmacnia i modernizuje swoje siły powietrzne. W ciągu ostatnich 5 lat pojawiło się 14 nowych helikopterów i 10 myśliwców MiG-29. Proces zakupów rozpoczął się pod koniec 2016 roku, kiedy zakupiono 5 nowych rosyjskich śmigłowców transportowych Mi-17 V5, 4 śmigłowce bojowe Mi-35M i 5 samolotów Airbus X-145M. Wszystkie śmigłowce posiadają opancerzenie, dzięki czemu są odporne na ostrzał z lekkiej broni piechoty z ziemi. Samoloty MIG-29 przekazały Rosja i Białoruś. Wraz z 4 myśliwcami posiadanymi przez Serbię wcześniej ich łączna liczba wzrosła do 14, co odpowiada jednostce rangi eskadry. W Chinach zakupiono drony i samoloty bojowe CH-92A. Do sił powietrznych został również wprowadzony mały bezzałogowy samolot własnej produkcji Vrabac (Sparrow). Najniższy odsetek nowego lub ulepszonego sprzętu bojowego znajduje się w jednostkach rakietowych artylerii oraz przeciwlotniczych. Oprócz cyfryzacji kilku systemów rakietowych KUB, obronę Sił Powietrznych wzmocniono zakupionym w Rosji systemem pocisków artyleryjskich Pancir S1. Testowany także zmodernizowany system artyleryjski PASARS. W przygotowaniu jest zakup chińskiego systemu obrony przeciwlotniczej FK-3 oraz pocisków przeciwlotniczych Mistral od Francji.
Federacja Rosyjska przekazała w grudniu 2016 roku sześć samolotów MiG-29. Czas przebazowania maszyn trwał do października 2017 roku ze względu na wybór premiera Aleksandra Vučicia na prezydenta i zaprzysiężenie nowego rządu. Samoloty wcześniej zostały pozbawione rosyjskich systemów IFF, które zastąpiono eksportowymi wersjami. Całość przebazowania odbyła się przy użyciu samolotu An-124 (RA-82045) linii Volga-Dnepr, w trzech lotach po dwa samoloty. Jeden z samolotów o numerze 18201 dostarczony po wyczerpaniu czasu remontowego więc po ceremonii oficjalnego przyjęcia został zwrócony do remontu, który odbył się w Lotniczych. Zakładach Remontowych Nr 121. Wszystkie maszyny zostaną poddane dostosowaniu sprzętu w standardach ICAO. Po tym procesie, starsze serbskie maszyny zostały oddane na remonty, przy czym zakupiono dodatkowe uzbrojenie i części zapasowe. 